# خوسيه استيبان فالي
خوسيه استيبان فالي (بالإسبانية: José Esteban Valle)‏ هو منافس ألعاب قوى نيكاراغوي، ولد في 5 سبتمبر 1942.

## وصلات خارجية
- خوسيه استيبان فالي على موقع أوليمبيديا (الإنجليزية)